# 蘇詵
蘇詵（?—?），字廷言，唐朝官员，苏威玄孙，鴻臚少卿蘇夔曾孙，台州刺史苏亶之孙，苏瓌之子，蘇頲之弟。
蘇詵舉賢良方正高中，補任汾陰尉，升任祕書詳正學士，历任右司郎中、給事中。担任给事中时，苏颋为中书侍郎，固辭。唐玄宗说：「古来有內舉不避親的人吗？」苏颋：「晋国的祁奚。」玄宗说：「就是啊，朕用苏诜，还说什么呢。近日卿父子还同在中书，兄弟有何不可？卿再说就不是至公了。」不久，蘇詵出任徐州刺史，有政绩，封魏縣男。去世后贈吏部侍郎。其弟苏冰，为虞部郎中；苏乂，为职方郎中。其子苏震，以荫补千牛。其孙苏奕，官至光州刺史。